# Poluvsie
Poluvsie és un poble i municipi d'Eslovàquia que es troba a la regió de Trenčín. La primera menció escrita de la vila es remunta al 1358.

## Demografia
| Godina             | 1994 | 2004   | 2014   | 2024   |
| ------------------ | ---- | ------ | ------ | ------ |
| Nombre de persones | 542  | 562    | 580    | 537    |
| Diferència         |      | +3,69% | +3,20% | −7,41% |

| Godina             | 2023 | 2024   |
| ------------------ | ---- | ------ |
| Nombre de persones | 539  | 537    |
| Diferència         |      | −0,37% |